# Neoplocaederus vicinus
Neoplocaederus vicinus là một loài bọ cánh cứng trong họ Cerambycidae.